# Championnat du Mozambique de football 2012
Navigation
Saison 2011 Saison 2013
La saison 2012 du Championnat du Mozambique de football est la trente-sixième édition du championnat de première division au Mozambique. Les quatorze meilleurs clubs du pays sont regroupés au sein d'une poule unique où ils s'affrontent deux fois, à domicile et à l'extérieur. En fin de saison, les trois derniers sont relégués et remplacés par les trois meilleurs clubs de deuxième division.
C'est le CD Maxaquene qui remporte le championnat cette saison après avoir terminé en tête du classement final, avec trois points d'avance sur le Clube Ferroviário da Beira et huit sur le CD Costa do Sol et la Liga Desportivo Muçulmana de Maputo, tenante du titre. Il s'agit du cinquième titre de champion du Mozambique de l'histoire du club, le premier depuis 2003. À noter la première relégation dans l'histoire du championnat du Grupo Desportivo Maputo, présent parmi l'élite depuis 1977.

## Les clubs participants
| - CD Costa do Sol - CD Maxaquene - Vilankulo FC - Clube Ferroviario de Maputo - GD Companhia Têxtil do Punguè - Promu de D2 - Incomati Xinavane - Chingale de Tete | - Clube Ferroviario de Nampula - Clube Ferroviario de Pemba - Promu de D2 - Clube Ferroviário da Beira - Liga Desportivo Muçulmana de Maputo - Grupo Desportivo de Maputo - FC Chibuto - Promu de D2 - GD HCB de Songo |

## Compétition

### Classement
Le barème utilisé pour établir le classement est le suivant :
- Victoire : 3 points
- Match nul : 1 point
- Défaite, forfait ou abandon : 0 point

| Rang | Équipe                               | Pts | J  | G  | N  | P  | Bp | Bc | Diff |
| ---- | ------------------------------------ | --- | -- | -- | -- | -- | -- | -- | ---- |
| 1    | CD Maxaquene                         | 50  | 26 | 13 | 11 | 2  | 26 | 11 | +15  |
| 2    | Clube Ferroviário da Beira           | 47  | 26 | 12 | 11 | 3  | 31 | 17 | +14  |
| 3    | CD Costa do Sol                      | 42  | 26 | 10 | 12 | 4  | 34 | 23 | +11  |
| 4    | Clube Ferroviario de MaputoC         | 42  | 26 | 12 | 6  | 8  | 25 | 20 | +5   |
| 5    | Vilankulo FC                         | 40  | 26 | 10 | 10 | 6  | 18 | 10 | +8   |
| 6    | Liga Desportivo Muçulmana de MaputoT | 38  | 26 | 10 | 8  | 8  | 30 | 19 | +11  |
| 7    | FC ChibutoP                          | 37  | 26 | 10 | 7  | 9  | 22 | 21 | +1   |
| 8    | GD HCB de Songo                      | 34  | 26 | 9  | 7  | 10 | 19 | 17 | +2   |
| 9    | Clube Ferroviário de Nampula         | 33  | 26 | 9  | 6  | 11 | 18 | 22 | -4   |
| 10   | GD Companhia Têxtil do PunguèP       | 21  | 26 | 9  | 5  | 12 | 19 | 30 | -11  |
| 11   | Chingale de Tete                     | 31  | 26 | 6  | 13 | 7  | 16 | 22 | -6   |
| 12   | Grupo Desportivo de Maputo           | 25  | 26 | 6  | 7  | 13 | 18 | 29 | -11  |
| 13   | Incomati Xinavane                    | 25  | 26 | 6  | 7  | 13 | 17 | 23 | -6   |
| 14   | Clube Ferroviario de PembaP          | 12  | 26 | 2  | 6  | 18 | 10 | 39 | -29  |

|  | Qualification pour la Ligue des champions de la CAF 2013                                        |
|  | Qualification pour la Coupe de la confédération 2013                                            |
|  | Relégation directe en deuxième division                                                         |
|  | T : Tenant du titre C : Vainqueur de la Coupe du Mozambique P : Club promu de deuxième division |

## Bilan de la saison
| Championnat du Mozambique de football 2012                             |                             |
| Champion                                                               | CD Maxaquene (5e titre)     |
| Coupes et trophées                                                     |                             |
| Vainqueur de la Coupe du Mozambique 2012                               | Clube Ferroviario de Maputo |
| Qualifications continentales                                           |                             |
| Ligue des champions de la CAF 2013                                     | CD Maxaquene                |
| Coupe de la confédération 2013                                         | Clube Ferroviario de Maputo |
| Promotions et relégations                                              |                             |
| Promus en Moçambola                                                    | Desportivo de Nacala        |
| Promus en Moçambola                                                    | Estrela Vermelha da Beira   |
| Promus en Moçambola                                                    | Matchedje de Maputo         |
| Relégués en Championnat du Mozambique de football de deuxième division | Grupo Desportivo de Maputo  |
| Relégués en Championnat du Mozambique de football de deuxième division | Incomati Xinavane           |
| Relégués en Championnat du Mozambique de football de deuxième division | Clube Ferroviario de Pemba  |